# Lista de capitães e governadores de Arguim
Esta é a lista de capitães e governadores de de Arguim : 

## Domínio português (1445–1633)

### Capitães
1. 1445 – xxxx — -----------
2. 1461 – 14xx — Soeiro Mendes de Évora
3. 1492 – 1495 — Afonso de Moura
4. 1499 – 1501 — Fernão Soares
5. 1505 – 1508 — Gonçalo da Fonseca
6. 1508 – 1511 — Francisco de Almada[2]
7. 1511 – 1514 — Fernando Pinto
8. 1514 – 1515 — Pero Vaz de Almeida
9. 1515 – xxxx — Estêvão da Gama
10. 1518 – xxxx — António Porto Carreiro
11. 15xx – 1522 — Gonçalo da Fonseca
12. 1543 – xxxx — João Gomes
13. xxxx – 1549 — Gil Sardinha
14. 1549 – xxxx — Cristóvão de Rosales
15. 1569 – xxxx — Leonel da Gama
16. 1575 – xxxx — João Leite Pereira
17. xxxx – xxxx — Rodrigo Freire
18. 1623 – 1624 — Amador Lousado
19. 1624 – 16xx — Francisco Cordovil
20. xxxx – 1633 — Ocupada pelos holandeses das Províncias Unidas a 5 de Fevereiro de 1633.

#### Domínio holandês (1633 a 1678)
1. 1633 – xxxx — ---------------
2. 1655 – 1655 — Ocupação britânica.
3. 1655 – 1678 — Ocupado pelos franceses a 1 de Setembro de 1678.

#### Domínio francês e abandono (1678 a 1685)
1. 1678 – 1678 — Ocupado por forças francesas a 1 de Setembro de 1678, abandonado às tribos locais ao fim de algumas semanas.
2. 1678 – 1685 — Durante este período a ilha não teve ocupação europeia.

#### Ocupação alemã (1685 a 1721)
1. 1685 – xxxx — Ocupada por forças de Brandemburgo a 5 de Outubro de 1685.
2. xxxx – 1714 — -------------
3. 1714 – xxxx — Jan de Both
4. xxxx – 1721 — Jan Wynen Bastiaens (ocupada por forças francesas a partir de 7 de Março de 1721).

#### Ocupação francesa (1721 a 1722)
1. 1721 – 1721 — Julien du Bellay Duval
2. 1721 – 1722 — ---------- (ocupada por forças holandesas a 11 de Janeiro de 1722).

#### Ocupação holandesa (1722 a 1724)
1. 1722 – 1724 — Jan Reers (ocupada por forças francesas a 20 de Fevereiro de 1724).

#### Ocupação francesa (1724 a 1728)
1. 1724 – 17xx — M. de Lamotte (em 1728 os europeus abandonaram definitivamente Arguim).

1. ↑  Arguim
2. ↑  Francisco de Almada recebeu alvará de mercê da capitania do Castelo de Arguim em Novembro de 1506 (ANTT, CC I, 5-116, 12/11/1506) tendo sido substituído por Fernando Pinto em 1511 (ANTT, CC I, 10-2,10/02/1511). - Vida e morte do caravelão “que andava no Castelo e trato de Arguim”: autópsia de um navio dos Descobrimentos, por Alexandre Monteiro, Luís Filipe Castro e Margarida Génio, A herança do Infante, Sessão III: Revolução Geográfica, nota 12